# Rodney Huddleston
Rodney D. Huddleston (ur. 4 kwietnia 1937 w Cheshire) – językoznawca specjalizujący się w gramatyce języka angielskiego.
Współautor opisu gramatycznego The Cambridge Grammar of the English Language.

## Życiorys
W 1960 r. otrzymał bakalaureat na Uniwersytecie w Cambridge (języki nowożytne i średniowieczne); w 1964 r. uzyskał magisterium. Doktoryzował się w 1963 r. na Uniwersytecie Edynburskim, gdzie przedstawił rozprawę A descriptive and comparative analysis of texts in French and English: an application of grammatical theory.
W 1984 r. został wybrany członkiem Australijskiej Akademii Nauk Humanistycznych. W latach 1993–1998 był pracownikiem naukowym Australijskiej Rady Badawczej.
W 1969 r. zaczął wykładać na Uniwersytecie w Queensland. W 1990 r. przyznano mu posadę profesora w Katedrze Języka Angielskiego. Od 2017 r. profesor emeritus. Przebywał też na Uniwersytecie Edynburskim, University of Reading oraz University College London.

## Wybrana twórczość
- The Sentence in Written English: A Syntactic Study Based on an Analysis of Scientific Texts (1971)
- Homonymy in the English verbal paradigm (1975)
- An Introduction to English Transformational Syntax (1976)
- Past tense transportation in English (1977)
- English Grammar: An Outline (1988)
- The Cambridge Grammar of the English Language (współautorstwo, 2002)
- A Student's Introduction to English Grammar (współautorstwo, 2005)